# Bâtiment situé 5 rue Prijezdina à Niš
Le bâtiment situé 5 rue Prijezdina à Niš (en serbe cyrillique : Зграда у Ул. Генерала Милојка Лешјанина 36 у Нишу ; en serbe latin : Zgrada u Ul. Prijezdina 5 u Nišu) se trouve à Niš, dans la municipalité de Medijana et dans le district de Nišava, en Serbie. Il est inscrit sur la liste des monuments culturels protégés de la république de Serbie (identifiant no SK 1057),.

## Présentation
Le bâtiment, situé à l'angle des rues Prijezdina et Oblačića Rada, a été construit en 1936 par l'architecte belgradois Grigorije Samoïlov (1904-1989) pour l'industriel Dušan Stojanović, qui avait ouvert un atelier de tricots.